# Maria Wiechetek

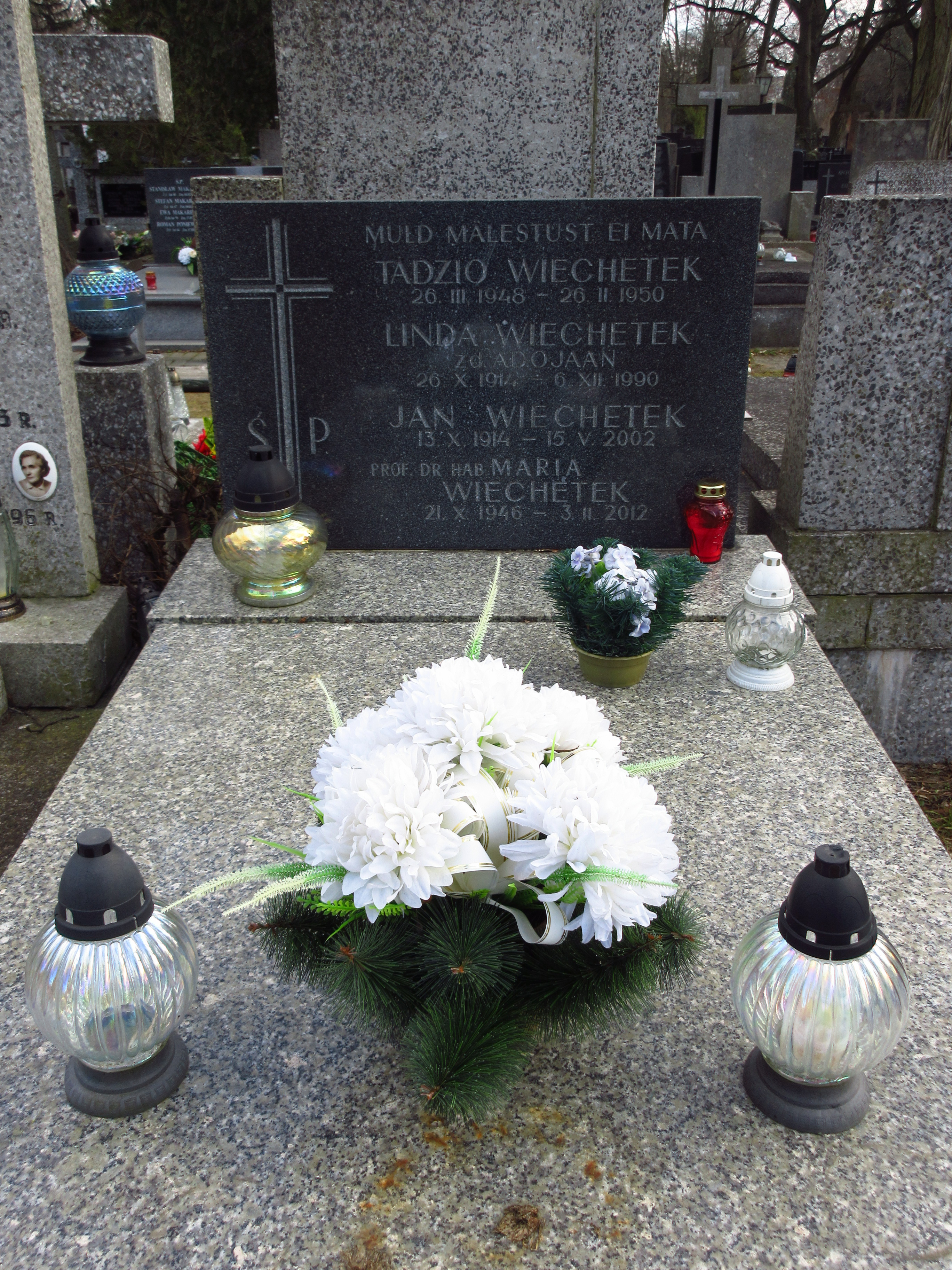
Grób profesor Marii Wiechetek na Cmentarzu Bródnowskim.

Maria Urszula Wiechetek (ur. 21 października 1946, zm. 3 lutego 2012) - inżynier zootechniki, profesor nauk weterynaryjnych, absolwentka Wydziału Zootechnicznego SGGW (dzisiejszy Wydział Nauk o Zwierzętach) w 1970 r, wieloletni kierownik Katedry Farmakologii i Toksykologii na Wydziale Medycyny Weterynaryjnej SGGW, późniejszego Zakładu Farmakologii i Toksykologii na tymże wydziale, wychowawca wielu pokoleń lekarzy weterynarii, opiekun kół naukowych. Za swoje osiągnięcia naukowe otrzymywała nagrody ministerskie i rektorskie, uhonorowana Odznaką Honorową Za Zasługi dla SGGW.
Promotor wielu prac magisterskich i doktorskich. Pracę zawodową rozpoczęła w Katedrze Fizjologii Wydziału Weterynaryjnego SGGW. Doktorem nauk rolniczych została w 1975 r., habilitowała się w 1987 r. W 1990 r., już jako docent rozpoczęła pracę w Katedrze Farmakologii i Toksykologii. Od 1995 r. otrzymała tytuł profesora nauk weterynaryjnych. Tematyka jej prac naukowych koncentrowała się głównie wokół zagadnień wpływu azotanów i azotynów na organizmy zwierząt, ureogenezy i wpływu amoniaku na organizmy zwierząt gospodarskich. Jako jedna z pierwszych osób w Polsce prowadziła szeroko zakrojone badania na izolowanych hepatocytach, co sprawiło, iż znalazła się w czołówce osób zajmujących się problematyką badań alternatywnych in vitro. W latach 1977–1994 pięciokrotnie była stypendystką Fundacji im. Aleksandra von Humboldta.
Była wiceprzewodniczącą Krajowej Komisji Monitoringu przy ministrze rolnictwa i rozwoju wsi oraz członkinią Komisji Antydopingowej Polskiego Związku Jeździeckiego, członkiem European Association for Veterinary Pharmacology and Toxicology, członkiem Zarządu Oddziału Warszawskiego Polskiego Towarzystwa Toksykologicznego.
Zmarła 3 lutego 2012 r po długiej i ciężkiej chorobie. Odznaczona była Krzyżem Kawalerskim Orderu Odrodzenia Polski i Medalem Komisji Edukacji Narodowej Urna z jej prochami została złożona do grobu na cmentarzu Bródnowskim w Warszawie 17 lutego 2012 r. (kwatera 49C-2-20).